# Sittiwat Imerbpathom
Sittiwat Imerbpathom (สิทธิวัฒน์ อิ่มเอิบปฐม), noto anche con lo pseudonimo di Toey (เต้ย) (Bangkok, 13 febbraio 1996), è un attore televisivo thailandese, conosciuto in particolare per il ruolo di Book in Make It Right: The Series - Rak ok doen.

## Biografia
Comincia la carriera da attore nel 2013, con un cameo nel primo episodio della serie televisiva Hormones - Wai wawun.
Nel 2016 viene scelto tramite Instagram per interpretare Book, uno dei protagonisti di Make It Right: The Series - Rak ok doen, in coppia con Pawat Chittsawangdee (Ohm); il sodalizio tra i due continua anche nelle serie War of High School - Songkhram hai sakhun e Sayam 13 chuamong.
Frequenta attualmente l'Università Navamindradhiraj a Bangkok, in facoltà di medicina.
Ha cantato alcune canzoni per la colonna sonora di "Make It Right: The Series - Rak ok doen", tra cui una insieme ad alcuni membri del cast della serie usando il nome da gruppo Music Camp Project.

## Filmografia

### Televisione
- Hormones - Wai wawun - serie TV, episodio 1x01 (2013)
- Make It Right: The Series - Rak ok doen - serie TV, 26 episodi (2016-2017)
- War of High School - Songkhram hai sakhun - serie TV, 12 episodi (2016)
- Sayam 13 chuamong - webserie, episodi 1 e 4 (2017)
- Make It Live: On The Beach - serie TV, cameo (2019)

## Discografia

### Singoli
- 2016 - Kwahm rak tung jet (con il cast di "Make It Right: The Series - Rak ok doen")
- 2016 - Gaut mai dai
- 2017 - Jub meu chun wai (con Pawat Chittsawangdee)

#### Music Camp Project
- 2017 - Kaup koon na (con Pawat Chittsawangdee, Peemapol Panichtamrong e Krittapak Udompanich)